# Njeru
Njeru ist eine Stadt im Zentrum Ugandas mit 61.975 Einwohnern. Sie liegt im Distrikt Buikwe am Ausfluss des Viktoria-Nils aus dem Viktoriasee. Am anderen Ufer des Flusses liegt die Stadt Jinja.
Es bestehen Fernstraßenverbindungen nach Kampala, Kayunga und über Jinja nach Iganga. Zudem hat der Ort Anschluss an die Uganda Railway, die von Mombasa am Indischen Ozean kommend nach Kampala weiterführt.

## Bevölkerungsentwicklung
| Jahr           | Einwohner |
| -------------- | --------- |
| Zensus 1991    | 36.731    |
| Zensus 2002    | 51.236    |
| Schätzung 2005 | 61.975    |